# Birger Slotte

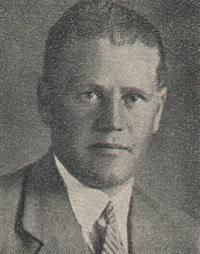
Birger Slotte als junger Yacht-Konstrukteur (1921)

Birger Andreas Slotte (* 7. Oktober 1900 in Kokkola; † 29. April 1983 in Helsinki) war ein finnischer Yachtkonstrukteur und Schiffbauingenieur. Unter anderem entwarf er mehrere Yachten der Meter-Klasse und A-Boote, eine klassische finnische Segelboot-Klasse für Regatten und Fahrtensegeln. Alle Yachten, die von Slotte entworfen und bis heute erhalten sind, gelten als Klassiker in der Seglerwelt.
Birger Slotte war zeit seines Lebens Mitglied des Segel-Clubs Helsingfors Segelsällskap (HSS) in der Hauptstadt Helsingfors (finnisch Helsinki).

## Leben
Birger Slotte studierte Bootskonstruktion in Berlin-Charlottenburg und absolvierte danach Praktika auf mehreren Werften in Finnland, Deutschland und den Niederlanden.
Im Jahr 1928 erhielt er eine Stelle bei der Firma Tammerfors Linne- & Jern-Manufaktur A.B., die Lokomotiven herstellten. 1935 zog er nach Helsinki und arbeitete zunächst für die Klassifikationsgesellschaft Det Norske Veritas in Norwegen und von 1941 bis 1945 in der Ingenieurabteilung von Finska Ångfartygs Aktiebolaget (FÅA), einer finnischen Reederei, die 1883 durch den Kapitän Lars Krogius gegründet worden war, um den Dampfschiffverkehr zwischen Finnland und England abzuwickeln. Die Schiffe des Unternehmens beförderten landwirtschaftliche Produkte wie Butter und insbesondere Passagiere, die ihre Reise vom Zielhafen Kingston upon Hull in die USA als Emigranten fortsetzten. 
Im Winterkrieg hatte Slotte an den Kämpfen auf der Halbinsel Hanko teilgenommen. Von 1945 bis 1954 arbeitete er auf den Werften Crichton-Vulcan  und Hietalahti von Wärtsilä. Für den Rest seiner Karriere war er als Angestellter im gemeinsamen Büro des Lloyds Registers der Schifffahrt – Germanischer Lloyd – und Bureau Veritas in Helsinki beschäftigt.

## Konstrukteur von Yachten
Birger Slotte ist einer der finnischen Yachtkonstrukteure, deren Boote heute als Klassiker eingestuft werden. Die Entwürfe des ersten von ihm entworfenen Segelbootes, das „Triangel-Boot“ (schwedisch triangelbåt, finnisch kolmiovene), wuchs vor dem Zweiten Weltkrieg zur größten finnischen Segelbootklasse heran. Die Bootsklasse wurde 1928 vom Finnischen Seglerverband (heute Segling och Båtsport i Finland rf / Suomen Purjehdus ja Veneily ry) lizenziert. Das Triangel-Boot Gudungen erwies sich als schnelles kleines Segelboot und gewann mehrere Regatten in Jakobstad (Pietarsaari). Slotte konstruierte daraufhin vier weitere Yachten dieser Bootsklasse. Im Jahr 1933 entwarf er ein Segelboot für die 15 m² große HSK-Klasse. Später nannte man diese Klasse „C-Boot“ (Särklass C / C-vene).
1936 konstruierte Slotte das erste finnische Boot der internationalen 5-Meter-Klasse, die Yacht Why Not (Fin-3) (ex Linnea, ex La Douce, ex Rosita, die später wieder ihren ursprünglichen Namen erhielt). Die 5-Meter-Klasse (5mR) wurde in Frankreich 1929 als preiswertere Alternative zur immer teureren 6-Meter-Klasse konzipiert. Die Finnen führten die 5-Meter-Klasse auf dem nordischen Markt ein und sie hat sich auch in Schweden schnell verbreitet. Nur wenige Boote wurden in Norwegen und Dänemark gebaut. Der „Fünfer“ ist eine lebhafte und sportliche offene Yacht für eine dreiköpfige Crew. Insgesamt 300 „Fünfer“ sind bis Ende der 1940er Jahre weltweit gebaut worden.

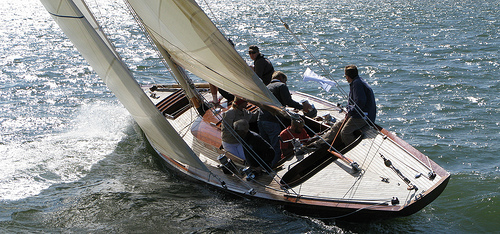
Vågspel (FIN-6), eine Third Rule 8mR-Yacht aus Finnland, Baujahr: 1943, Konstrukteur: Birger Slotte (2008)

Birger Slotte wurde zu seiner Zeit als Konstrukteur größerer inländischer Klassen wie A-Boote und die Ostsee-Kreuzerklassen Ö 8 und Ö 10
besonders bekannt. Yachten mit dem Buchstaben Ö im Großsegel, gefolgt von einer Reihe von Zahlen werden auf Schwedisch Östersjökryssare („Ostseekreuzer“) oder kurz Östersjö („Ostsee“) genannt. Diese Boote werden nach einer schwedischen Vermessungsformel klassifiziert.
Slotte entwarf auch Boote der internationalen Meter-Klassen. Seine berühmtesten Konstruktionen sind die 1943 erbaute Vågspel („Wellenspiel“), eine Yacht der 8-Meter-Klasse und die im selben Jahr erbaute Irma, eine 6-Meter-Klasse-Yacht.

## Segelboote entworfen von Birger Slotte
| Yacht                 | Klasse | Segelnummer | Baujahr | Länge (LüA) | Eigner                         | Segel-Club                      | Werft               |
| --------------------- | ------ | ----------- | ------- | ----------- | ------------------------------ | ------------------------------- | ------------------- |
| Vågspel               | 8mR    | FIN 6       | 1943    | 14,99       | Kim Weckström                  | Helsingfors Segelsällskap (HSS) | Wilenius Båtvarv    |
| Irma                  | 6mR    | FIN 3       | 1943    | 12,30       | Juha Paananen & Marjo Jäppinen | Helsingfors Segelsällskap (HSS) | Wilenius Båtvarv    |
| Why Not               | 5mR    | FIN 3       | 1936    | 9,20        | Team Why Not                   | Helsingfors Segelsällskap (HSS) | Jakobstads båtvarv  |
| Boogi-Woogi           | A-Boot | k. A.       | 1946    | k. A.       | k. A.                          | k. A.                           | k. A.               |
| Gunilla               | A-Boot | FIN 18      | 1946    | k. A.       | L. Virtanen                    | Huviveneseura Vaahtopäät (VP)   | L. Virtanen         |
| Ariane II             | A-Boot | FIN 25      | 1947    | k. A.       | k. A.                          | k. A.                           | B. Johansson, Kråkö |
| Maria-Josefin         | Ö 8    | NA          | 1947    | k. A.       | k. A.                          | k. A.                           | k. A.               |
| Katarina II           | Ö 8    | NA          | 1947    | k. A.       | k. A.                          | k. A.                           | k. A.               |
| Aqua Via              | KR     | k. A.       | 1947    | 11,29       | Juha Wallenlid                 | k. A.                           | Åbo Båtvarv         |
| Moshulu               | Ö 8    | L 13        | 1948    | 12,30       | Edgar Erikson                  | Sindbad                         | Wilenius Båtvarv    |
| Keep Trust, ex Hawaii | Ö 10   | L 1         | 1947    | 14,80       | Eric Knight                    | k. A.                           | Jakobstads båtvarv  |

Viele der von Birger Slotte entworfenen Segelboote können als Halbmodelle in der Sammlung im Clubraum von Helsingfors Segelsällskap sowie in der Sven-Joffs-Bibliothek besichtigt werden. Der Club liegt auf der Insel Skifferholmen (finnisch Liuskasaari) in Helsinkis Stadtteil Ulrikasborg (Ullanlinna).